# ماسک صورت

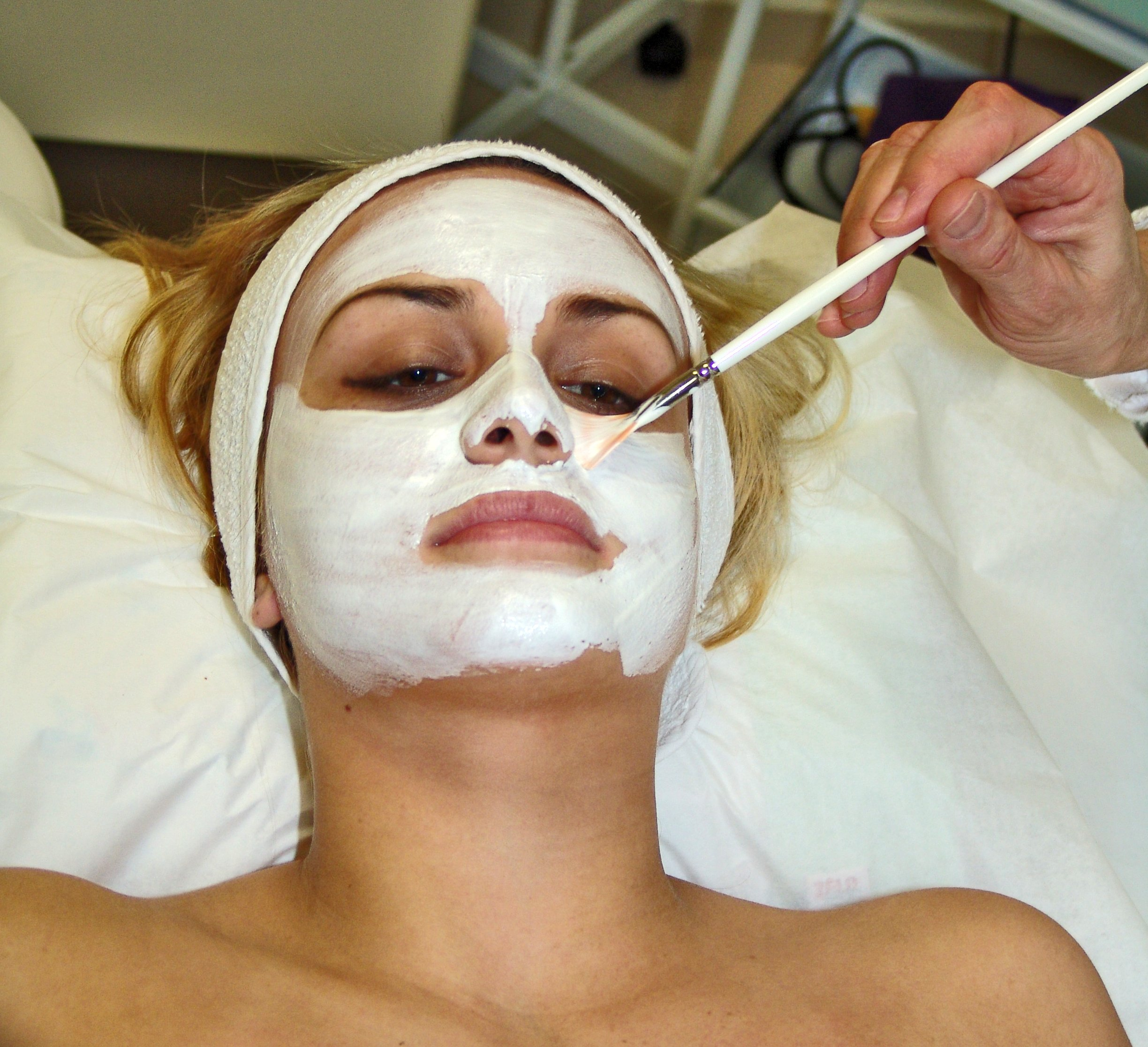
زنی با ماسک صورت.

ماسک صورت یک ماسک غلیظ است که برای پاکسازی یا صاف کردن پوست روی صورت استفاده می‌شود. ماسک‌های صورت اغلب حاوی مواد معدنی، ویتامین‌ها و عصاره میوه‌ها مانند کاکتوس و خیار هستند. ماسک ورقه‌ای یک ورقه نازک از جنس سلولز یا پارچه است که برای ماسک صورت استفاده می‌شود.
عسل یک ماسک بسیار محبوب است زیرا پوست را صاف می‌کند و منافذ را تمیز می‌کند. یک درمان خانگی محبوب شامل استفاده از خیار روی چشم است.
ماسک‌های صورت باید با توجه به نوع پوست انتخاب شوند. ماسک‌های خاک رس برای پوست‌های چرب مناسب هستند. ماسک‌های مبتنی بر کرم روی پوست‌های خشک بهترین عملکرد را دارند. برای بهترین نتیجه، ماسک‌ها فقط روی پوست تمیز استفاده می‌شوند. ماسک‌های سفت‌کننده را نباید روی دور چشم زد زیرا ممکن است باعث خارش شود.